# John DeLorean
John Zachary DeLorean, född 6 januari 1925 i Detroit, Michigan, död 19 mars 2005 i Summit, New Jersey, var en amerikansk ingenjör och chef inom den amerikanska bilindustrin och grundare av DeLorean Motor Company. Han utvecklade bland andra Pontiac GTO, Pontiac Firebird samt DeLorean DMC-12.

## Biografi
John DeLorean växte upp under enkla förhållanden i Detroit. Fadern, som var alkoholiserad och våldsam, arbetade inom bilindustrin men lämnade sedermera familjen. 
DeLorean utbildade sig till ingenjör. Han hade en lång och framgångsrik karriär i Detroit hos Chrysler, Packard och General Motors bakom sig och ville under 1970-talet skapa ett eget bilmärke. Han grundade DeLorean Motor Company.